# Burnt Woods Chippewa
Burnt Woods Chippewa, nekadašnje banda Chippewa Indijanaca koji su živjeli na rijeci Bois Brulé uz zapadni kraj jezera Superior u sjevernom Wisconsinu. Spominje ih Schoolcraft u Travels (321, 1821) kao Chippewys of the Burnt Woods.